# Syllepte costalis
Syllepte costalis là một loài bướm đêm trong họ Crambidae.